# Jagdschloss Spiegelsberge
Das Jagdschloss Spiegelsberge ist ein als Jagdschloss errichtetes Gebäude auf den Spiegelsbergen bei Halberstadt in Sachsen-Anhalt. Es wird heute als Gastronomiebetrieb genutzt.

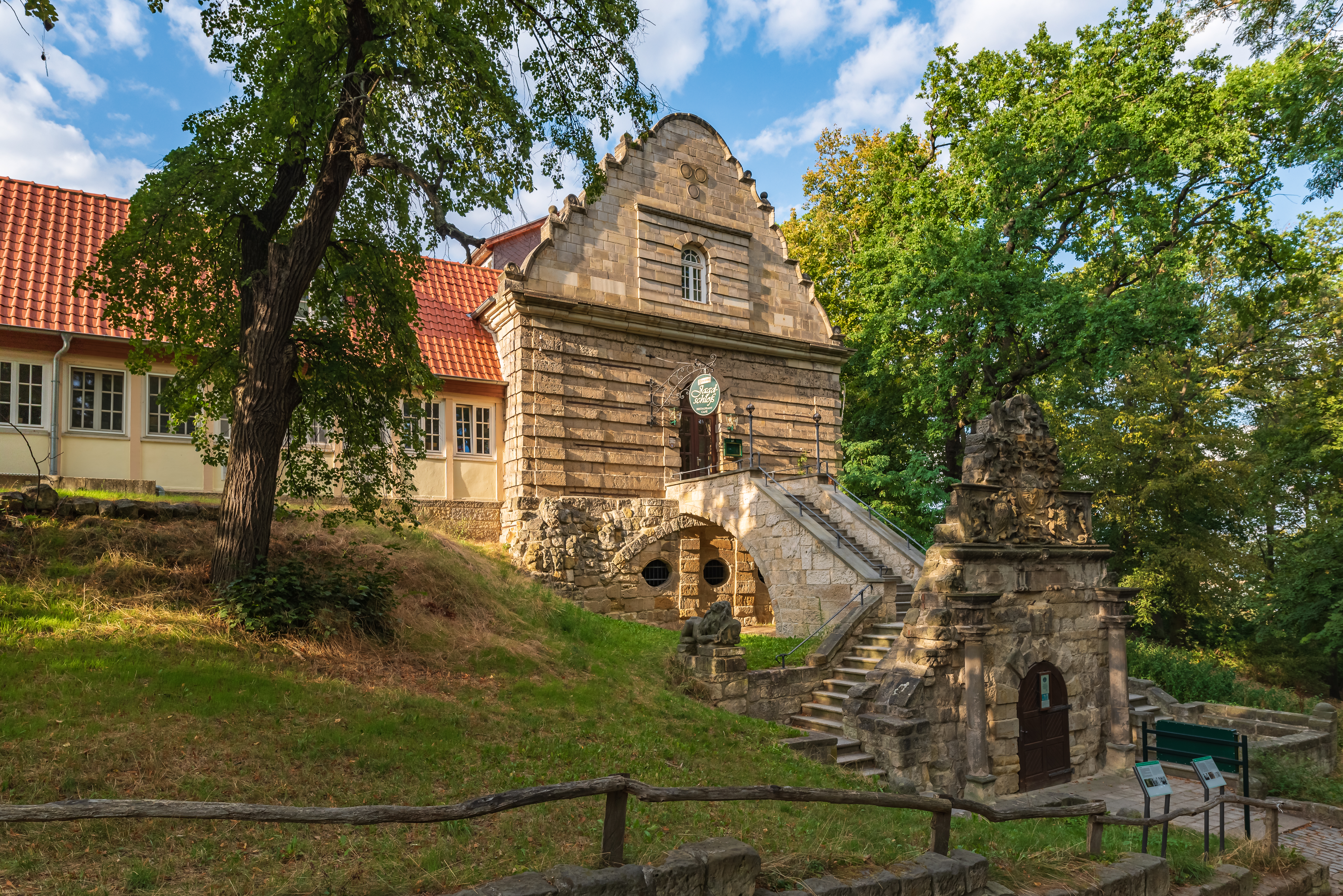
Jagdschloss Spiegelsberge

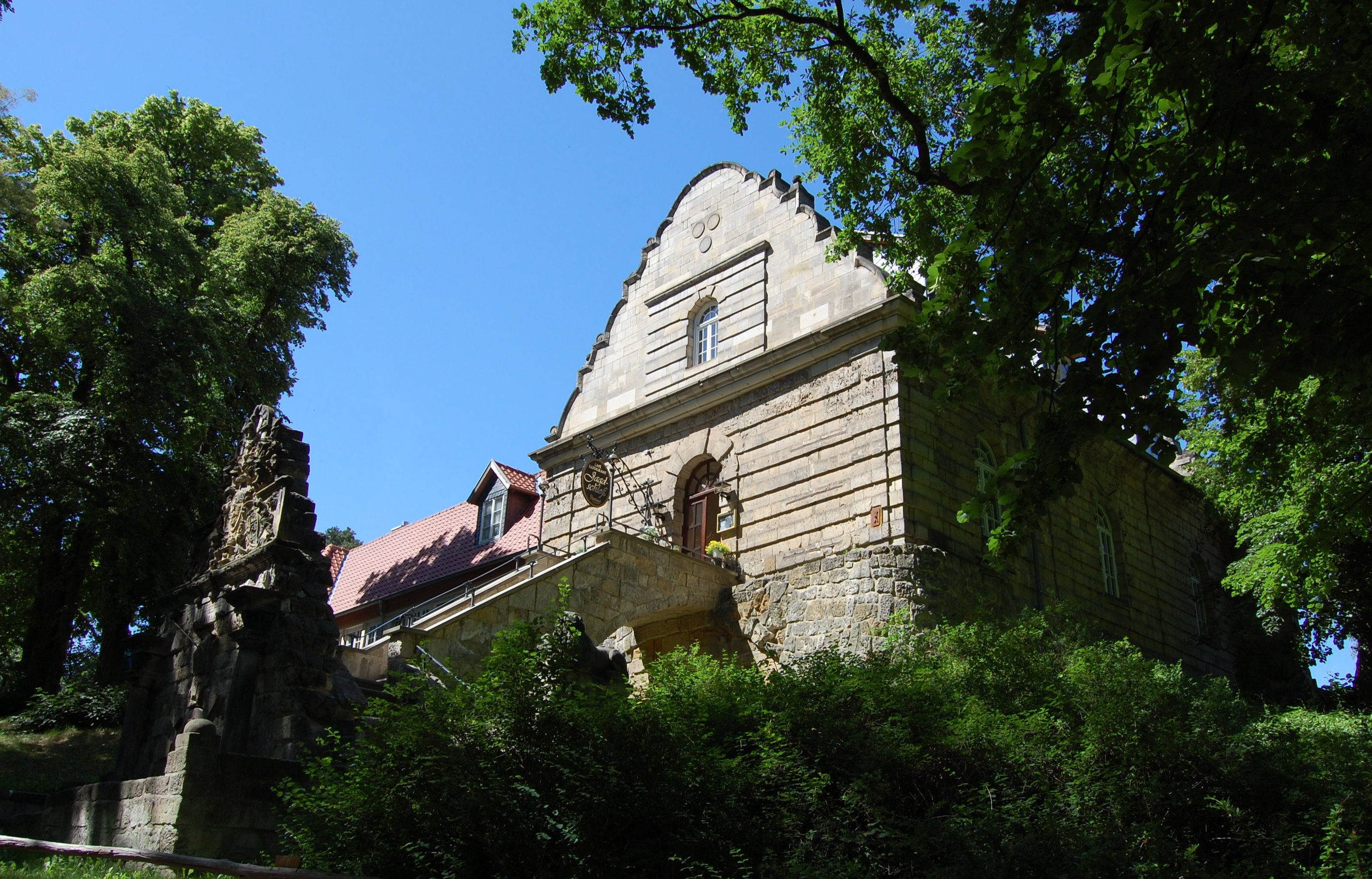
Treppe

Das Schloss entstand in den Jahren 1780 bis 1782 auf rechteckigem Grundriss. Benannt wurden die Spiegelsberge nach dem Dichter Ernst Ludwig Christoph Freiherr von Spiegel zum Desenberg (1711–1785), Rittergutsbesitzer und Domherr zu Halberstadt, der maßgeblich zur Aufforstung beigetragen hatte. Unter seiner Führung entstand 1761 der im englischen Stil gehaltene Landschaftspark Spiegelsberge, der seit 1771 öffentlich zugänglich und seit 1904 im Besitz der Stadt ist. Der Park gehört heute zum Netzwerk Gartenträume Sachsen-Anhalt.
An der nördlichen und südlichen Fassade befinden sich geschweifte Giebel im Renaissancestil, ungewöhnlich für die Zeit um 1780. Von Süden her führt eine merkwürdige Freitreppe zum im Obergeschoss befindlichen Saal. Einige Gebäudebestandteile stammen vom abgerissenen Schloss Gröningen, so insbesondere das an der Südseite befindliche Portal am Zugang zum Keller des Schlosses. Der Aufsatz zeigt die Wappen des Bischofs Heinrich Julius und seiner Ehefrauen. Die Bischöfe von Halberstadt hatten das Gröninger Schloss ab 1535 zu einem der bedeutendsten Renaissanceschlösser der Region in Form einer Vierflügelanlage umgebaut und erweitert; ab 1680 verfiel es und wurde endgültig 1817 abgerissen. Bemerkenswert ist auch das im Keller befindliche sehr große Gröninger Fass.
1958 wurde das Jagdschloss zur Gaststätte umgebaut. In diesem Zusammenhang erfolgte auch die Errichtung eines Wirtschaftsanbaus. 